# Ferenc Völgyesi
Ferenc Andras, bzw. Franz Andreas, Völgyesi (* 1895 in Budapest, Österreich-Ungarn; † 1967) war ein ungarischer Hypnosespezialist.

## Leben
Völgyesi entdeckte seine Begabung als Hypnotiseur mit 17 Jahren am Plattensee.
Während des Ersten Weltkriegs habe er, aus Mangel an Anästhesie, Operationen an Kranken durch Hypnose ermöglicht.
Ihm wird nachgesagt, er habe „wilde Löwen allein durch Blickkontakt“ gebändigt, „Krokodile oder Bären …mit hypnotischen Tricks“ gezähmt.
Ende der 1930er Jahre bereiste er mit seiner Frau, die das Heimweh erforschte, die Vereinigten Staaten.
Seine Werke, die sich meist der Hypnose von Mensch und Tier widmeten, wurden in verschiedene Sprachen übersetzt. Eines seiner bekanntesten Werke ist Hypnosis of Man and Animals von 1966.